# カントー
座標: 北緯10度02分 東経105度47分 / 北緯10.033度 東経105.783度

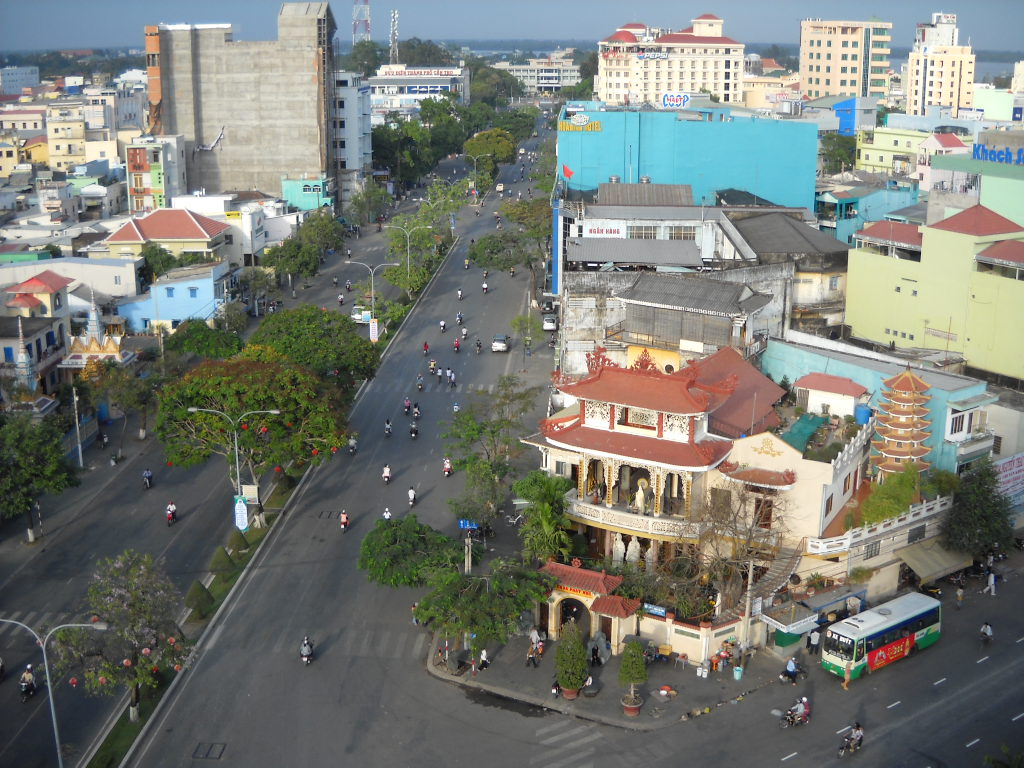
カントーの街並み

カントー市（カントーし、ベトナム語：Thành phố Cần Thơ / 城庯芹苴  発音）はベトナム第5の都市で、南部メコンデルタ最大の都市であり、省と同格の中央直轄市である。年間を通して温暖な気候で、平均気温は約27度。運河に囲まれ、緑豊かな果樹園が豊富で、別名「川の都」と呼ばれている。食文化が豊富で、特にフルーツの種類が多く新鮮なものが安く手に入る。地元の人々の温かい人柄や個性豊かな文化も、訪れる人々を魅了している。主な民族はキン族、ホア族、クメール族。同地名はクメール語kìntho（魚の一種）由来説、Cầm Thi Giang（琴詩江）由来説、Rau cần rau thơm（芹とパクチー）由来等諸説あり。

## 地理
ホーチミン市の西約 160キロメートルに位置し，メコン川最大の支流であるハウザン（後江）の南西岸にある。熱帯モンスーン気候に属し、雨季（5月〜11月）と乾季（12月〜4月）を有する。年間平均湿度は83パーセント、年間平均降水量は 1,635 ミリメートル、年間平均気温は摂氏27度。
隣接するのは、アンザン省・ハウザン省・キエンザン省・ヴィンロン省・ドンタップ省。
ニンキェウ区とカイラン区の間に流れるカントー川は農村部と都市部を結ぶ水運の中心となっており、カントー川がハウザンに流れ込む周辺が市の中心となっている。カントー川の上流は田園やジャングルが広がり、水路が縦横に広がっている。

## 歴史
Prek Reussey はクメール王朝の一部であった。現在でもカントーには多くのクメール人が住んでいる。

## 行政区分

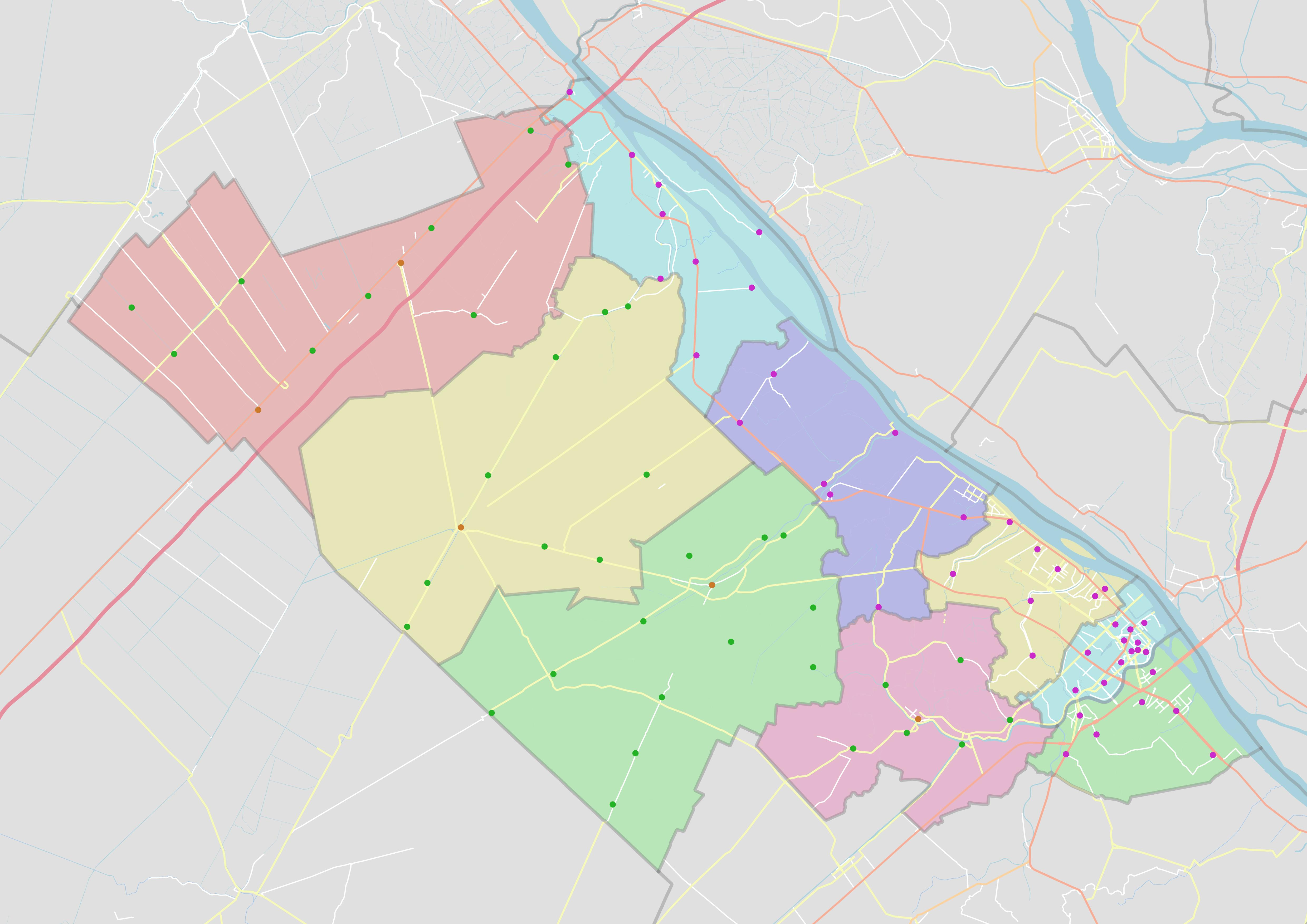
地図

行政的な意味でのカントーは、2004年初頭に従前のカントー省からハウザン省が分離されて成立した省級の中央直轄市である。
2025年に南隣のハウザン省とさらに南側にあるソクチャン省を統合した上、31坊・72社が設置される。
- ニンキエウ坊（phường Ninh Kiều）
- カイケー坊（phường Cái Khế）
- タンアン坊（phường Tân An）
- アンビン坊（phường An Bình）
- トイアンドン坊（phường Thới An Đông）
- ビントゥイ坊（phường Bình Thủy）
- ロントゥエン坊（phường Long Tuyền）
- カイラン坊（phường Cái Răng）
- フンフー坊（phường Hưng Phú）
- オーモン坊（phường Ô Môn）
- フオックトイ坊（phường Phước Thới）
- トイロン坊（phường Thới Long）
- チュンニュット坊（phường Trung Nhứt）
- トゥアンフン坊（phường Thuận Hưng）
- トットノット坊（phường Thốt Nốt）
- ヴィタイン坊（phường Vị Thanh）
- ヴィタン坊（phường Vị Tân）
- ロンビン坊（phường Long Bình）
- ロンミー坊（phường Long Mỹ）
- ロンフー1坊（phường Long Phú 1）
- ダイタイン坊（phường Đại Thành）
- ガーバイ坊（phường Ngã Bảy）
- フーロイ坊（phường Phú Lợi）
- ソックチャン坊（phường Sóc Trăng）
- ミースエン坊（phường Mỹ Xuyên）
- ヴィンフオック坊（phường Vĩnh Phước）
- ヴィンチャウ坊（phường Vĩnh Châu）
- カインホア坊（phường Khánh Hòa）
- ガーナム坊（phường Ngã Năm）
- ミークオイ坊（phường Mỹ Quới）
- タンロック坊（phường Tân Lộc）
- フォンディエン社（xã Phong Điền）
- ニョンアイ社（xã Nhơn Ái）
- トイライ社（xã Thới Lai）
- ドントゥアン社（xã Đông Thuận）
- チュオンスアン社（xã Trường Xuân）
- チュオンタイン社（xã Trường Thành）
- コードー社（xã Cờ Đỏ）
- ドンヒエップ社（xã Đông Hiệp）
- チュンフン社（xã Trung Hưng）
- ヴィンタイン社（xã Vĩnh Thạnh）
- ヴィンチン社（xã Vĩnh Trinh）
- タインアン社（xã Thạnh An）
- タインクオイ社（xã Thạnh Quới）
- ホアリュー社（xã Hỏa Lựu）
- ヴィトゥイ社（xã Vị Thủy）
- ヴィントゥアンドン社（xã Vĩnh Thuận Đông）
- ヴィタイン1社（xã Vị Thanh 1）
- ヴィントゥオン社（xã Vĩnh Tường）
- ヴィンヴィエン社（xã Vĩnh Viễn）
- サーフィエン社（xã Xà Phiên）
- ルオンタム社（xã Lương Tâm）
- タインスアン社（xã Thạnh Xuân）
- タンホア社（xã Tân Hòa）
- チュオンロンタイ社（xã Trường Long Tây）
- チャウタイン社（xã Châu Thành）
- ドンフオック社（xã Đông Phước）
- フーヒュー社（xã Phú Hữu）
- タンビン社（xã Tân Bình）
- ホアアン社（xã Hòa An）
- フオンビン社（xã Phương Bình）
- タンフオックフン社（xã Tân Phước Hưng）
- ヒエップフン社（xã Hiệp Hưng）
- フンヒエップ社（xã Phụng Hiệp）
- タインホア社（xã Thạnh Hòa）
- ホアトゥー社（xã Hòa Tú）
- ザーホア社（xã Gia Hòa）
- ニュザー社（xã Nhu Gia）
- ゴックトー社（xã Ngọc Tố）
- チュオンカイン社（xã Trường Khánh）
- ダイガイ社（xã Đại Ngãi）
- タンタイン社（xã Tân Thạnh）
- ロンフー社（xã Long Phú）
- ニョンミー社（xã Nhơn Mỹ）
- アンラックトン社（xã An Lạc Thôn）
- ケーサック社（xã Kế Sách）
- トイアンホイ社（xã Thới An Hội）
- ダイハイ社（xã Đại Hải）
- フータム社（xã Phú Tâm）
- アンニン社（xã An Ninh）
- トゥアンホア社（xã Thuận Hòa）
- ホーダックキエン社（xã Hồ Đắc Kiện）
- ミートゥー社（xã Mỹ Tú）
- ロンフン社（xã Long Hưng）
- ミーフオン社（xã Mỹ Hương）
- タンロン社（xã Tân Long）
- フーロック社（xã Phú Lộc）
- ヴィンロイ社（xã Vĩnh Lợi）
- ラムタン社（xã Lâm Tân）
- タイントイアン社（xã Thạnh Thới An）
- タイヴァン社（xã Tài Văn）
- リエウトゥー社（xã Liêu Tú）
- リックホイトゥオン社（xã Lịch Hội Thượng）
- チャンデー社（xã Trần Đề）
- アンタイン社（xã An Thạnh）
- クーラオズン社（xã Cù Lao Dung）
- チュオンロン社（xã Trường Long）
- タインフー社（xã Thạnh Phú）
- トイフン社（xã Thới Hưng）
- フォンナム社（xã Phong Nẫm）
- ミーフオック社（xã Mỹ Phước）
- ライホア社（xã Lai Hòa）
- ヴィンハイ社（xã Vĩnh Hải）

2025年までは5区4県に分かれる。
- 区（Quận / 郡）
  - ビントゥイ区（Bình Thủy / 平水）
  - カイラン区（Cái Răng / 丐𪘵）※北部発音は「カイザン」
  - ニンキエウ区（Ninh Kiều / 寧橋）
  - オーモン区（Ô Môn / 烏門）
  - トットノット区（Thốt Nốt / 禿衂）

- 県（Huyện / 縣）
  - コードー県（Cờ Đỏ / 旗赭）
  - フォンディエン県（Phong Điền / 豊田）
  - トイライ県（Thới Lai / 泰来）
  - ヴィンタイン県（Vĩnh Thạnh / 永盛）

## 経済
メコンデルタは「ベトナムの穀倉」と呼ばれ、米の全国生産量の50%以上を産出する。
120年前から発展を続けてきたカントーはメコンデルタでもっとも重要な経済・文化・科学及び技術の中心地である。空港・河港及び2カ所の工業団地があり、インフラストラクチャーが安定しているため、外国からの投資拡大が期待されている。

## 教育
高等教育機関として総合大学であるカントー大学がある。農学部とデルタ米作研究所が有名。農学部の学舎は日本の政府開発援助 (ODA) で建設された。
カントー大学以外、他に4大学がある。日本語センターについては、5校と個人事業主数人で行っている。

## 交通

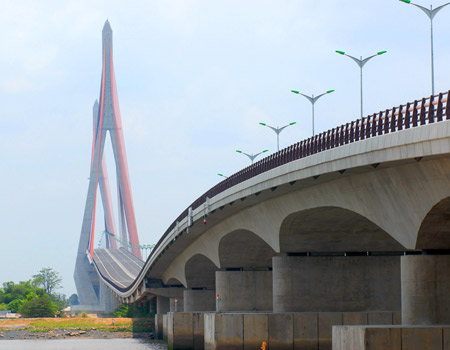
カントー橋

- カントー空港 - 2008年に拡張され国際空港に昇格。2010年完了予定の改築工事を実施中。
- カントー橋 - 2010年4月24日に完成。日本のODAによる。
- バスターミナル - カントー大学南西側にある91Bバスターミナル（ヴィンロン方面）、カイケー市場付近のグエンチャイ通りにあるバスターミナル（ロンスエン方面）のふたつのバスターミナルがある[3]。また、2016年1月に市中心部の南、カイラン区の国道1号線沿いに「カントー市中央旅客バスターミナル」が完成した[4]。

## 観光

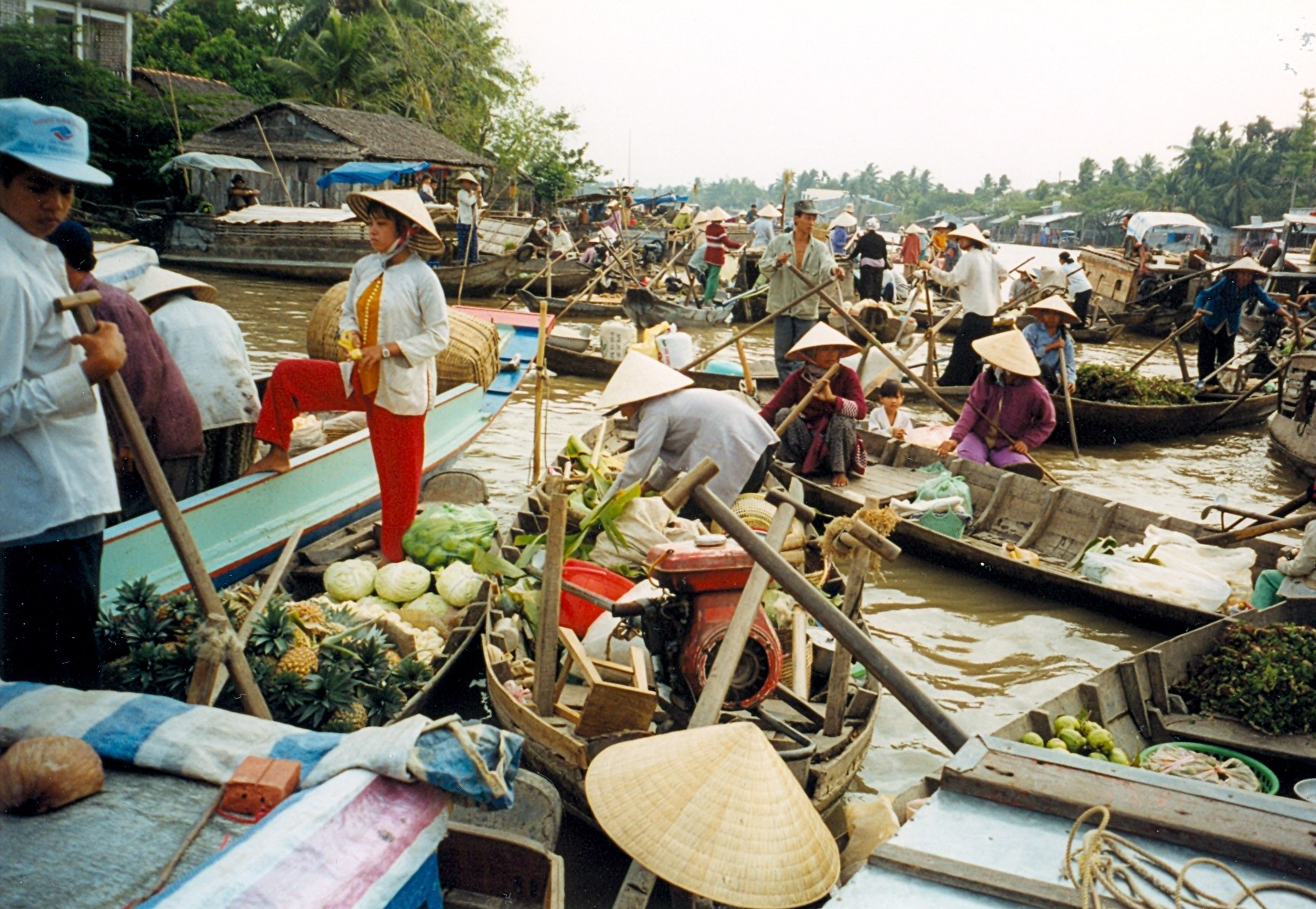
カントーの水上市場

カントーは農村地帯へのグリーン・ツアーで有名な観光地であり、ホーチミン市などから、1泊〜2泊程度のツアーが多く催行されている。また、個人で行く場合もホーチミン市からカントーまでは陸路（車やバス）で所要時間約3時間。道は舗装されており、長距離バスの本数も多い。
カイラン区やフォンディエン県のカントー川では早朝から大規模な水上マーケットが開かれており、これらの水上マーケットへはカントーにあるニンキエウ埠頭からのツアーに参加できる。ホテルやインフォメーションセンターでも、いくつかのツアーを案内している。農家の方々が地域の農作物や多様な果物や野菜を商人たちへ販売されている光景は、他の国では見られない地元の水上市場の姿で、文化遺産にも登録されている。観光客向けの朝食や果物を１つから販売する人々もいる。近年、交通網の整備、後継者不足等で、舟の数が減少している。
また、田園・ジャングルに囲まれた農村地帯の水路をめぐるボートツアーも多く催行されている。農村地帯では蓮池や果樹園を備えた庭園が旅行客の休憩所となっており、特産品のザボン・リュウガン・パラミツ・マンゴー・ランブータン・釈迦頭・ドラゴンフルーツ・ミカン・ドリアン・ジャックフルーツなどの果物類が楽しめる。ライスペーパー作りや、有名なフーティウ・ピザを食べたり、ワニ養殖場などが見学できる場所もある。『地球の歩き方』にも掲載されているミーカン・ツーリスト・ビレッジでは、犬や豚のレース、ワニ釣り体験、サスケ体験、花畑での写真撮影などが楽しめる。
カントー川沿い、大きなホー・チ・ミン像が建つニンキエウ公園付近には観光客向けの市場・レストラン・寺などが集中しており、小規模ながら夜市も毎日開かれている。曲線が美しい歩行者専用の橋、木々に囲まれた公園、人気のサオホム・レストランもあり、夕方から夜にかけて涼しくなった頃から多くの人々で賑わう。
ニンキエウ公園、カントー川がハウザンに合流する周辺では安価なナイトクルーズ船が毎晩出航しており、料理や酒とともに歌謡ショーなどが楽しめる。予約はホームページまたは電話で受け付けている。また岸から船で数十分行ったハウザン沿いの水路にはホタルの鑑賞スポットがある。
その他、数多くの果樹園、オンデー・ツーリスト・ビレッジ、カカオを生産している観光農園ムオイクオン、コンソン島、メコン・ラスティック、フランス映画『愛人』の舞台ともなったビントゥイの旧家、偉大な詩人でもあり市長でもあったブイ・フウ・ギア氏の記念公園、南部チュクラム禅修道院、カントー博物館など、実は水上マーケットではない見所が満載。
カントーには2021年1月現在、約170の宿泊施設があり、5つ星ホテルが3つ（アゼライ・カントー、ムオンタンホテル、ヴィンパールホテル）、その他、4つ星ホテルのビクトリアホテルなどのリゾートホテル、市内のブティックホテル、ゲストハウス、郊外のホームステイ、メコンデルタの水田や農地と一体化したエコリゾート等、宿泊施設のタイプも多くある。
年間、数多くの観光イベントを実施しており、旧暦正月のテトの時期にはフラワーストリートを1週間程開催し、カイラン水上マーケットの祭典、フォークケーキフェスティバル、日越経済文化交流フェスティバルなど街はとても賑やか。

## 日本との関係
1969年からカントー大学農学部への 技術協力と無償資金協力。JICA初め、東大、京大等多数の協力がある。
- カントー大学強化事業
- 南部カントー国立病院での臨床指導者研修の開催
- オモン火力発電所及びメコンデルタ送変電網建設事業
- 農水産食品の安全性確保のための検査強化プロジェクト

JETRO、みずほ総合研究所等多数の調査が行われている。

### カントーに法人を設立している企業
- 三井物産株式会社
- ヤンマー株式会社
- トライオン株式会社
- 株式会社ブレインワークス
- デルタソフト株式会社
- 株式会社サンコー

2018年11月3日、カントー市で日系企業向けの越日友好工業団地の竣工式が行われた。既に日系企業2社が建設した生物肥料工場とハイテク建築資材工場の2工場が入っている。
2019年3月15日、東京都品川区でベトナム・カントー市の「ジャパンデスク・カントー 東京事務所」の開所式が開催された。